# Бахау (язык)
Бахау (индон. Bahasa Bahau) — один из австронезийских языков, распространён на острове Калимантан — в нескольких районах округа Западный Кутаи провинции Восточный Калимантан (Индонезия).
По данным Ethnologue, количество носителей данного языка составляло 19 тыс. чел. в 2007 году.
Бaхау входит в один кластер с языком каян.